# Ястрове (гмина)
Ястрове (пол. Jastrowie) — гмина (волость) в Польше, входит как административная единица в Злотувский повет, Великопольское воеводство. Население — 11 435 человек (на 2004 год).

## Соседние гмины
1. Гмина Борне-Сулиново
2. Гмина Чаплинек
3. Гмина Оконек
4. Гмина Шидлово
5. Гмина Тарнувка
6. Гмина Валч
7. Гмина Злотув